# Osîkove, Dobrovelîcikivka
Osîkove (în ucraineană Осикове) este un sat în comuna Haiivka din raionul Dobrovelîcikivka, regiunea Kirovohrad, Ucraina.

## Demografie
Componența lingvistică a localității Osîkove
     Ucraineană (87,5%)
     Română (12,5%)
Conform recensământului din 2001, majoritatea populației localității Osîkove era vorbitoare de ucraineană (87,5%), existând în minoritate și vorbitori de română (12,5%).